# Felix Otto Dessof
Felix Otto Dessoff (Leipzig, 14 de enero de 1835–Fráncfort del Meno, 28 de octubre de 1892) fue un director y compositor alemán.

## Biografía
Dessoff nació en una familia judía en Leipzig; su padre era un comerciante de ropa. Su talento musical fue reconocido por Franz Liszt, quién entonces aconsejó a su familia para darle una formación musical. Posteriormente, de 1851 a 1854, estudió composición, piano y dirección en el Conservatorio de Leipzig con algunos de los profesores más importantes de su tiempo, incluyendo a Ignaz Moscheles de piano y Moritz Hauptmann y Julius Rietz de composición. El 16 de noviembre de 1853, una sinfonía suya fue estrenada por la Orquesta de la Gewandhaus; el día siguiente conoció a Johannes Brahms, con quien forjó una amistad duradera y una relación artística.
Fue como director que inicialmente estableció  su reputación. Su primer puesto como director fue en el Actien Theater en Chemnitz. Después del cual, fue sucesivamente director en Altenburg, Düsseldorf, Kassel, Aquisgrán y Magdeburgo. En 1860 le fue ofrecida la posición en la Ópera estatal de Viena.
En 1860, la Orquesta Filarmónica de Viena eligió a Otto Dessoff para ser su director de subscripción, una posición que mantuvo hasta 1875. El crítico de música , editor de diario, y biógrafo Max Kalbeck escribió en 1908 que la fama y excelencia de la Orquesta Filarmónica de Viena eran el resultado de "la energía y el sentido de propósito" de Dessoff. El Dr. Clemens Hellsberg, presidente de la Filarmónica de Viena, especifica que durante el tiempo de Dessoff con la orquesta su "repertorio fue constantemente ampliado, importantes conceptos de organización (archivos de música, reglas de procedimiento) fueron introducidos y la orquesta se mudó a su tercera casa [en la qué todavía se presenta]. A principios de la temporada 1870/71 empezaron a tocar en la recientemente construida Goldener Saal en la Musikverein  en Viena, la cual, con sus características acústicas que influyen en el estilo y sonido de la orquesta, ha demostrado ser el lugar ideal."
En 1861 Dessoff  también enseñó composición en la Gesellschaft der Musikfreunde (el antecesor de la ahora Universidad de Música y Arte Dramático de Viena). Algunos de sus alumnos fueron Artur Nikisch y Felix Mottl. A pesar de que siguió componiendo hasta principios de la década de 1860, poco a poco dejó de hacerlo cuándo su carrera como director lo absorbió.
Durante la permanencia de Dessoff con la Orquesta Filarmónica de Viena, "Brahms estaba invitado a cenar en su casa después de cada concierto dominical - Frau Frederike [la mujer de Dessoff] era una buena cocinera."
En 1875, Dessoff fue "desplazado de su posición en Viena a través de intrigas" sostiene Styra Avins, pero inmediatamente encontró una posición nueva como director (Hofkapellmeister) de la Badische Staatskapelle en Karlsruhe, Alemania, sucediendo a Hermann Levi.
En octubre de 1876 (alrededor del 11), Brahms escribió a Dessoff dándole a entender que le gustaría que dirigiera el estreno de su tan esperada Primera Sinfonía, diciéndole "era siempre un secreto, un deseo cariñoso de parte mía el oírla por primera vez en la pequeña ciudad qué tiene un buen amigo, un buen director, y una orquesta buena". Dessoff estaba, según Styra Avins, "lleno de alegría con la sorpresiva petición de Brahms," y el 4 de noviembre de 1876 el estreno tuvo lugar con la presencia de Brahms en los ensayos y el concierto.
En 1880 Dessoff fue nombrado con la posición recientemente creada de "Primer Kapellmeister" (Ersten Kapellmeisters) en la Ópera de Fráncfort e inauguró la flamante casa de ópera (ahora conocida como la Alte Oper) el 20 de octubre de 1880 con una puesta en escena de Don Giovanni de Mozart.
La cercana amistad entre Dessoff y Brahms queda manifiesta en la correspondencia entre los dos en 1878, cuando Dessoff deseó dedicarle el qué es probablemente su trabajo mejor conocido, su Cuarteto de Cuerda en F, Op. 7. Aunque fue recibido con éxito en su estreno, Dessoff no estaba todavía seguro si era digno de ser publicado y envió la partitura a Brahms pidiendo su opinión franca y ofreciéndole la dedicatoria. Brahms contestó alabando el trabajo y dijo, "... Me harías un gran honor escribiendo mi nombre sobre el título del cuarteto— así, si es necesario, tomaremos los golpes juntos en caso de que el público no lo encuentre de su agrado." Muy agradecido, Dessoff respondió en un tono libre y bromista del que Brahms a menudo también hacía uso, "... estarás aliviado de ver vuestro nombre en la primera página del cuarteto preservado para la posteridad. Cuándo las personas hayan olvidado vuestro Réquiem alemán dirán, 'Brahms? Ah sí, es al que está dedicado el Op. 7 de Dessoff!'"
Dessoff también compuso un quinteto de cuerda para 2 violines, viola y 2 cellos, Op. 10, varios Lieder y un libro coral. Falleció en Fráncfort en 1892. Su hija, Margarete Dessoff, fundó los Dessoff Choirs cuándo decidió establecerse en Nueva York después de la guerra.